# معماری استعماری آمریکا

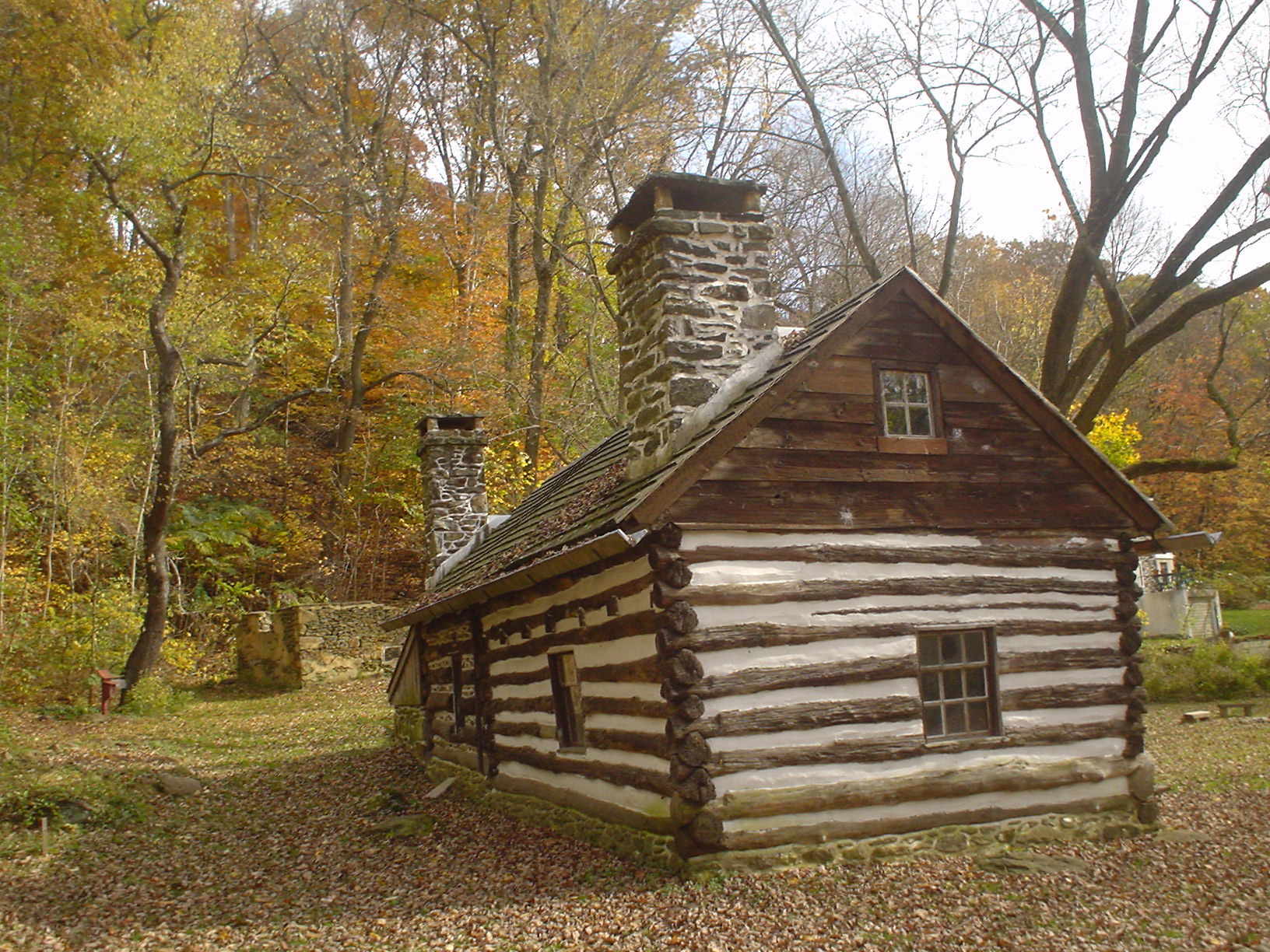
کلبه سوئدی سفلی ساخته شده به سال ۱۶۴۰ یا ۱۶۵۰ در پنسیلوانیا، گمان می‌رود یکی از قدیمی‌ترین کلبه‌های چوبی در آمریکا باشد

معماری استعماری آمریکا (انگلیسی: American colonial architecture) شامل چندین سبک از طراحی ساختمان‌های مرتبط با دوران تاریخ مستعمراتی ایالات متحده است که شامل نخستین دوره، استعماری یا استعماری فرانسوی، استعماری اسپانیایی و آمیخته‌ای از معماری جرجی است. ذ. به‌طور کلی معماری شیوه استعماری در سدهٔ ۱۶ میلادی توسط کوچ‌نشینان ساحل شرقی آمریکا در شهرهای بوستون، نیویورک، نیوپورت، فیلادلفیا و بسیاری دیگر معمول گردید و تا سده ۱۹ نیز ادامه داشت. این شیوه متشکل از عناصر ترکیبی معماری کلاسیک اروپا به همراه ابتکارات و نوآوری‌های محلی بود. در این سبک ساختمان‌های عمومی با آجر و خانه‌های بزرگ و اعیانی با چوب ساخته می‌شدند.

## نگارخانه

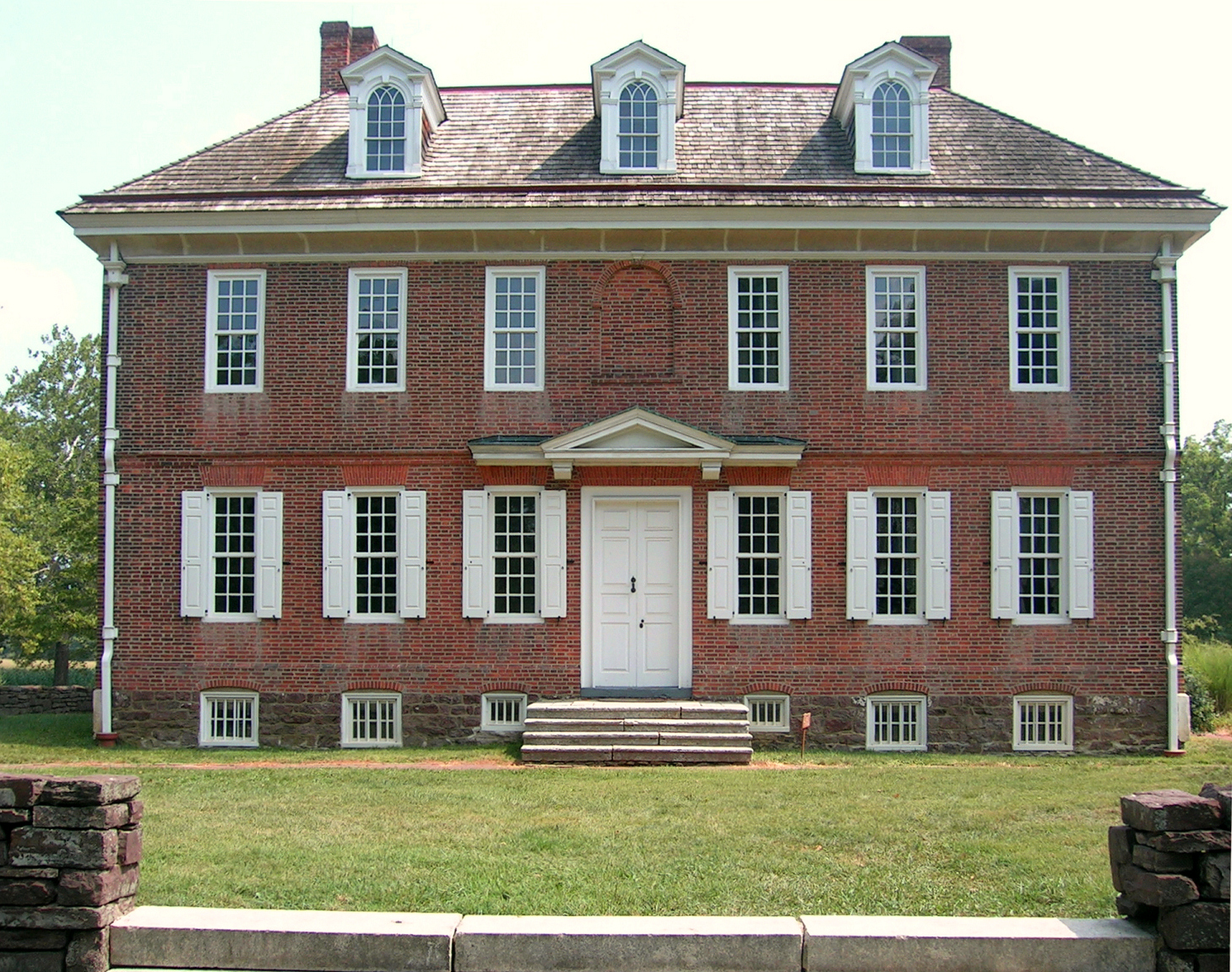
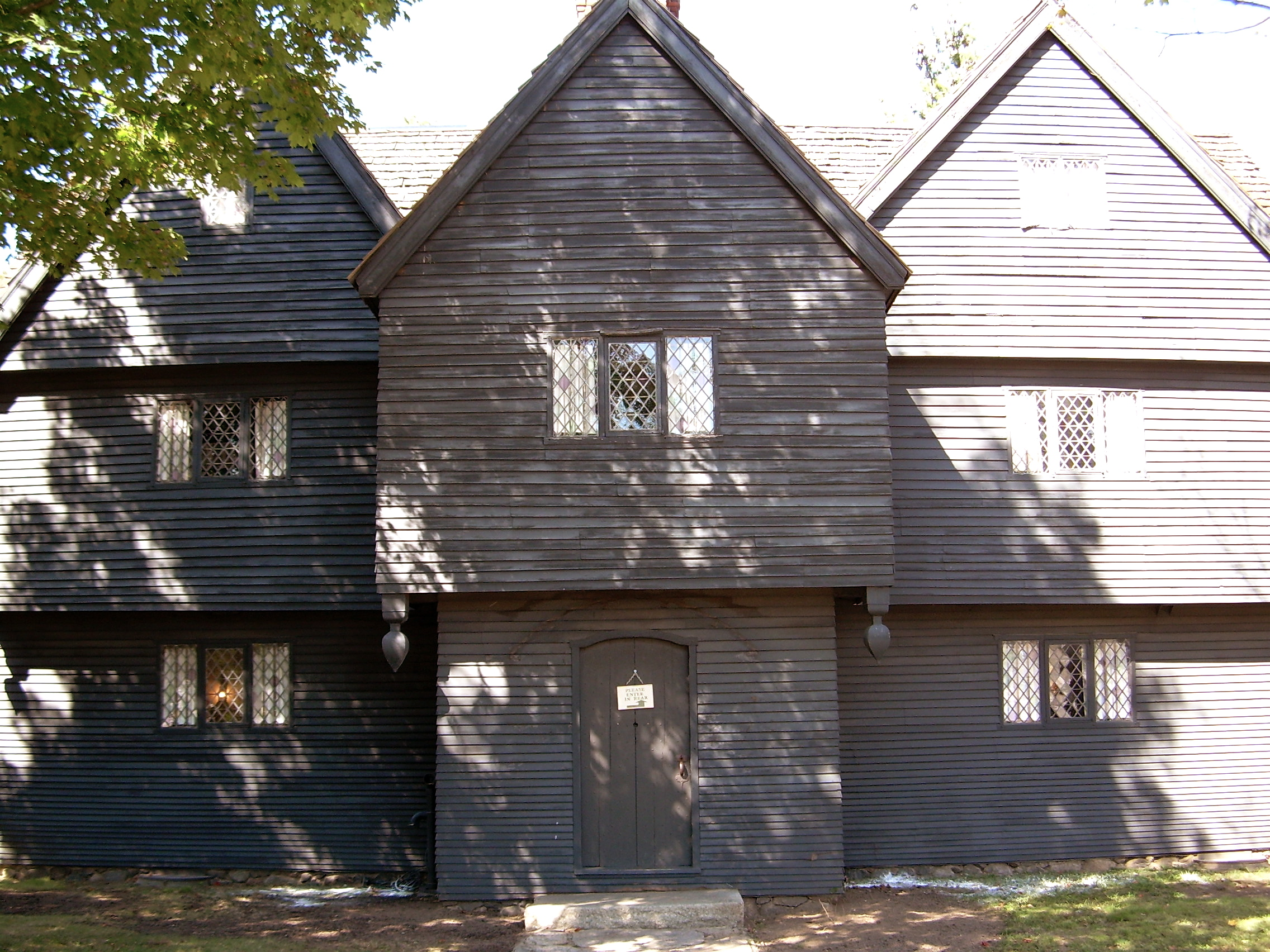
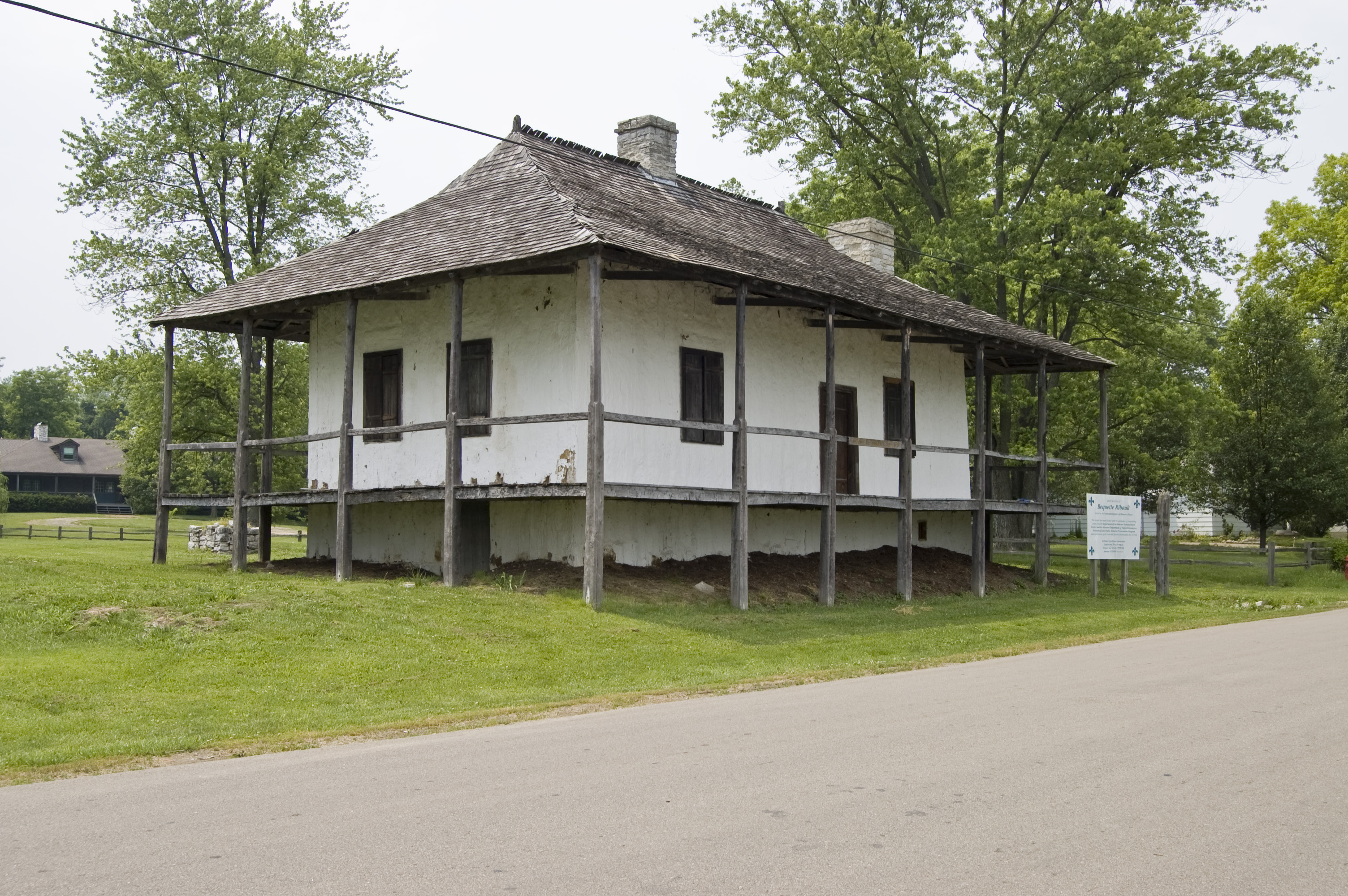
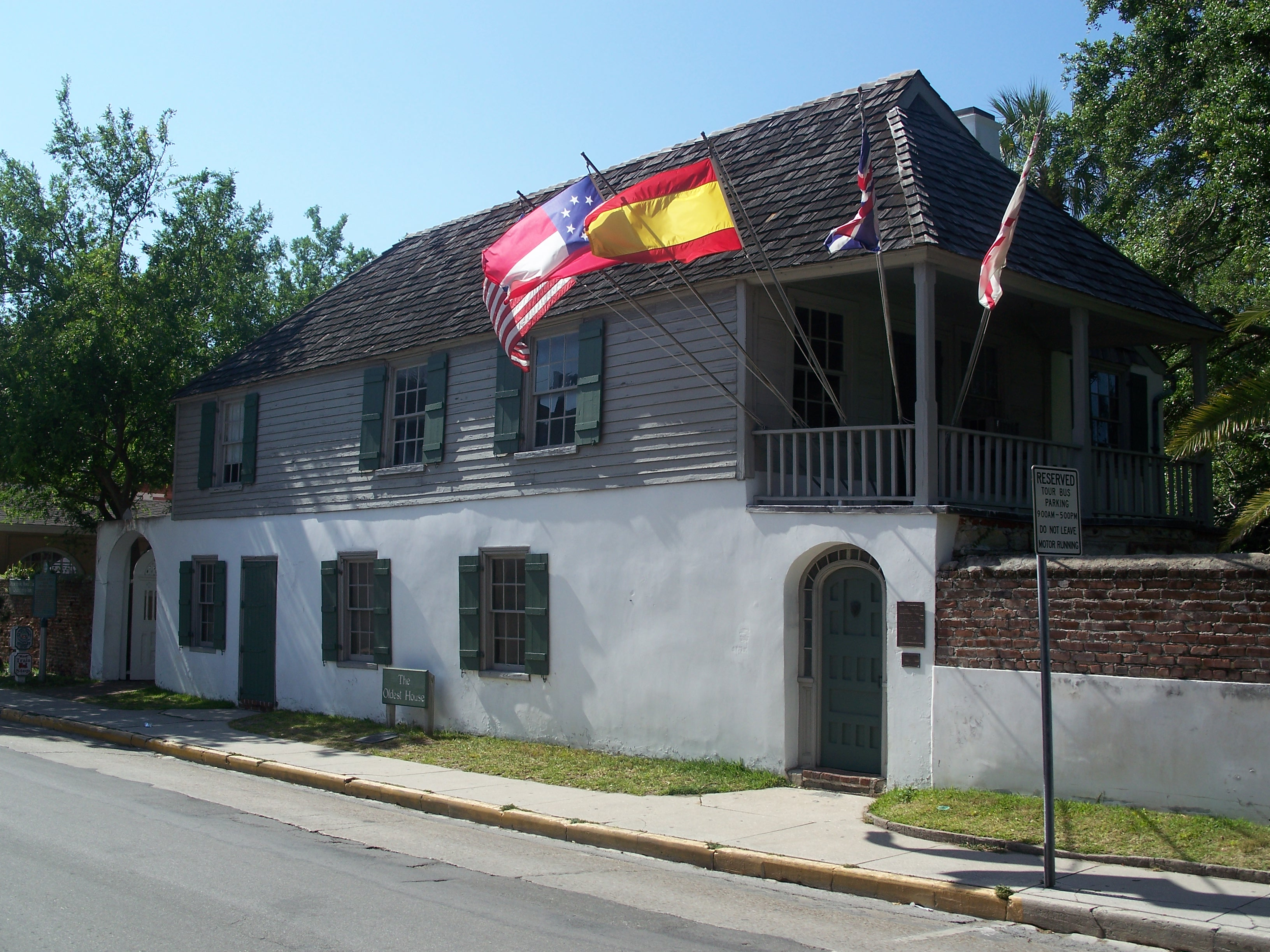
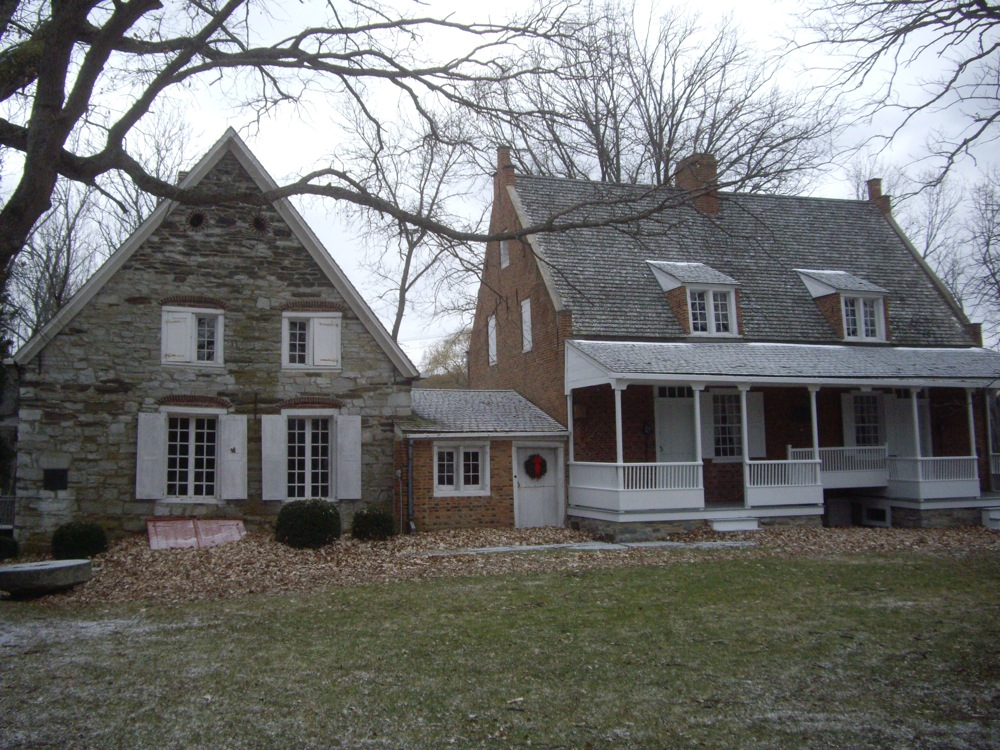
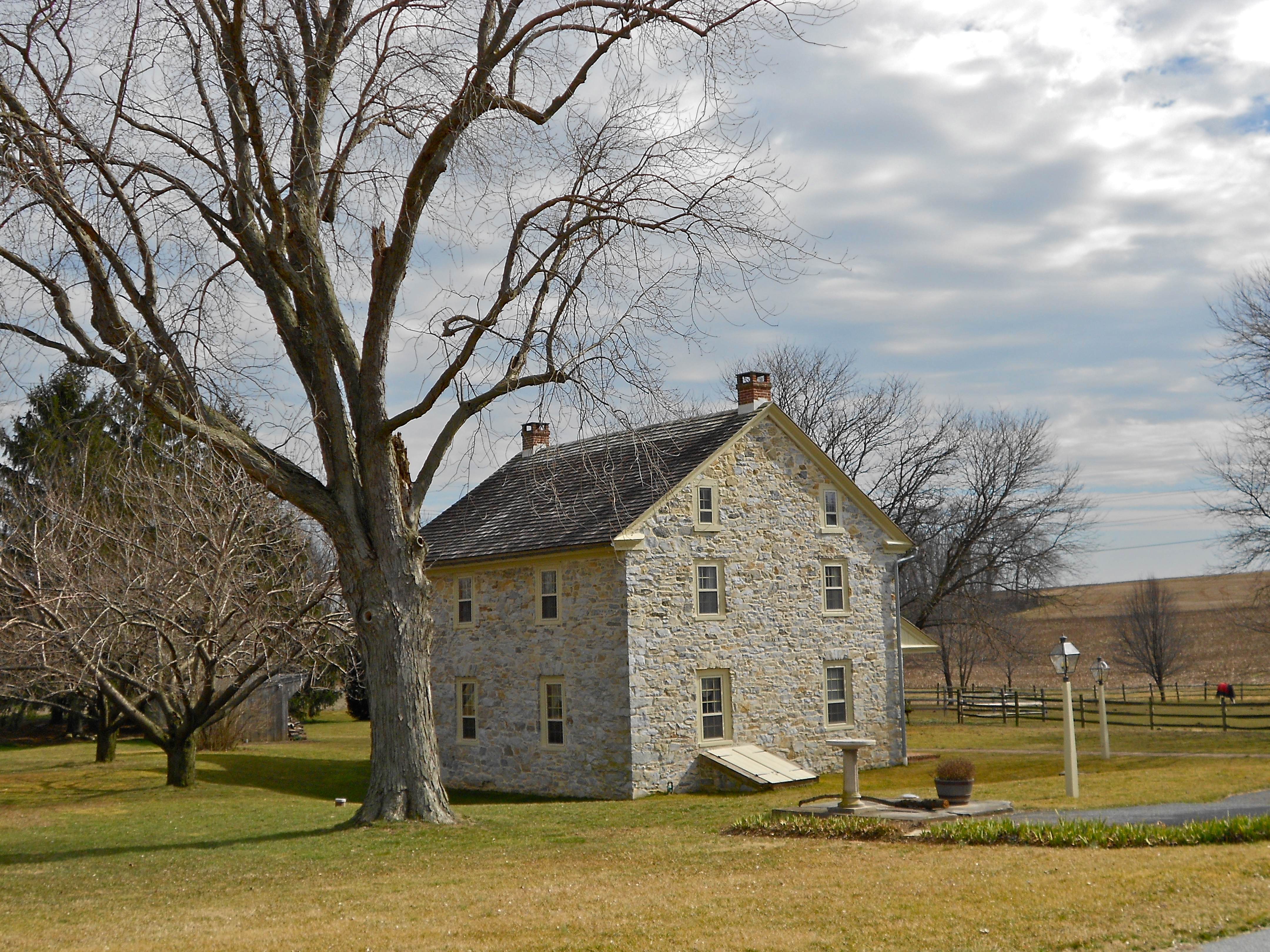
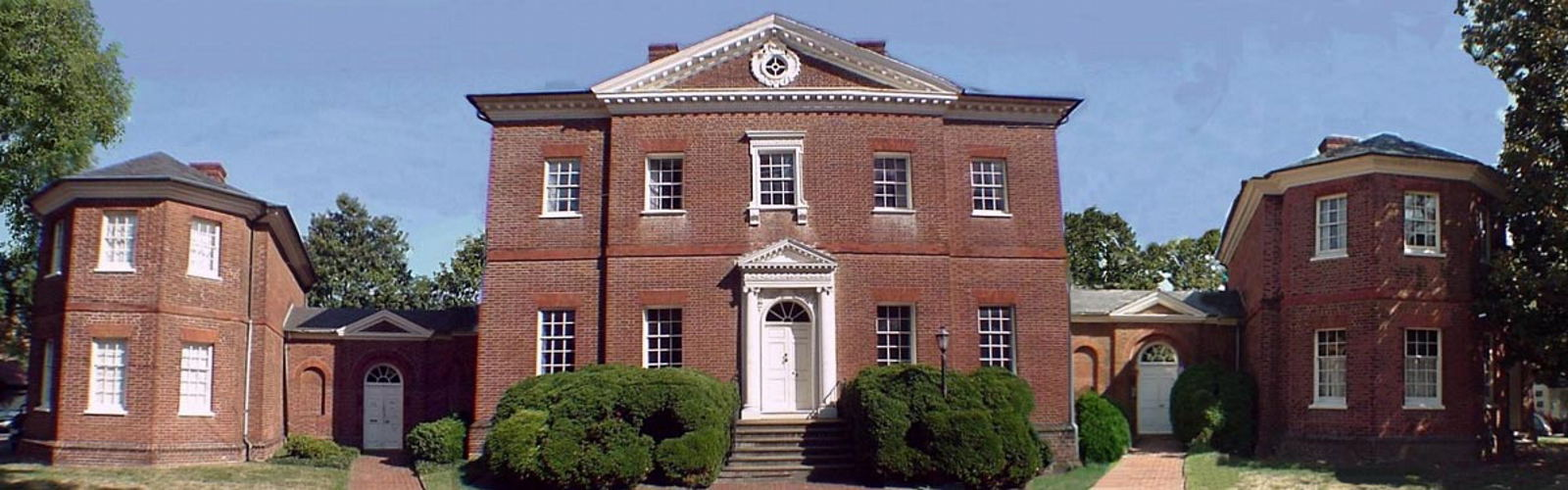
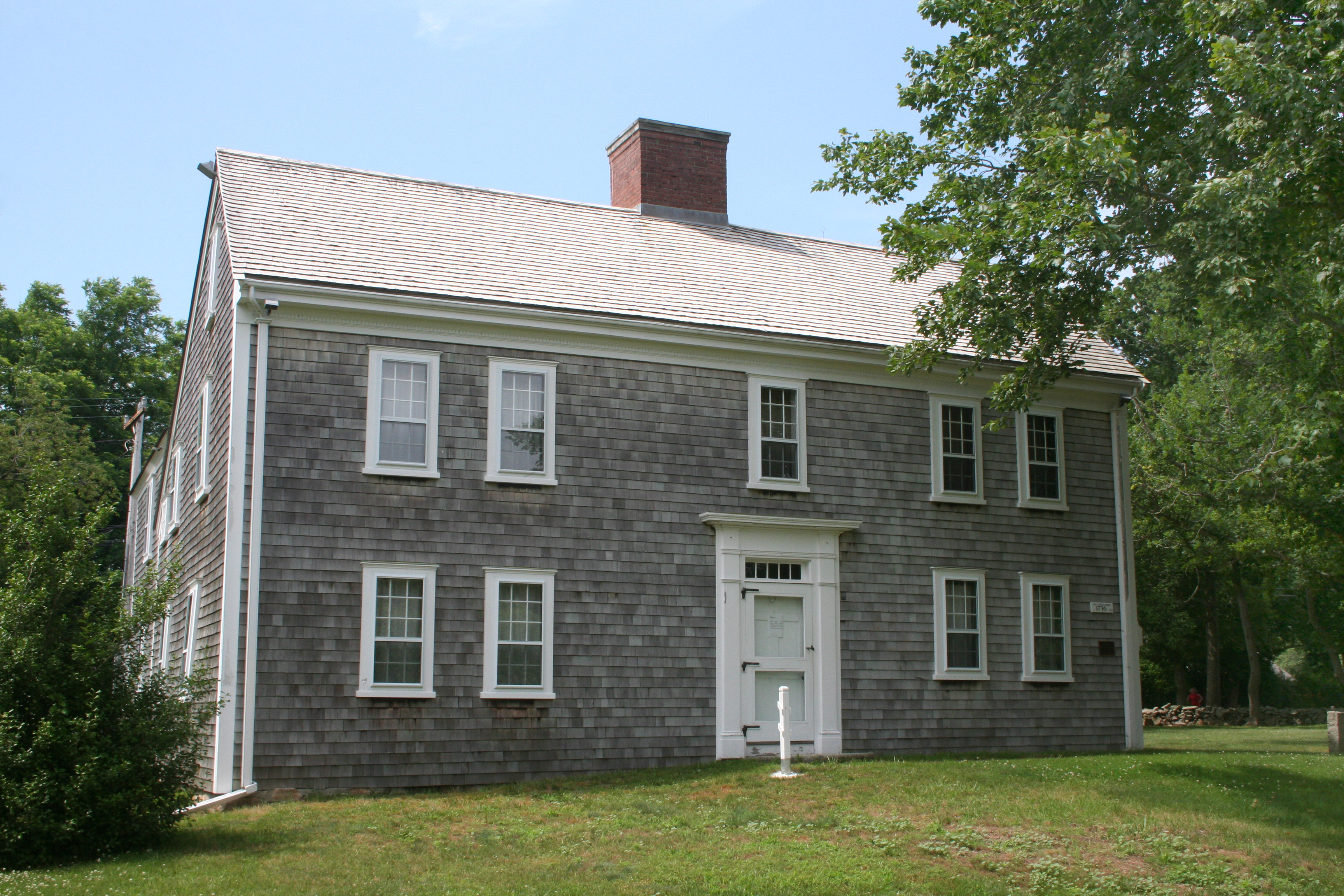